# Reformhaus Bacher

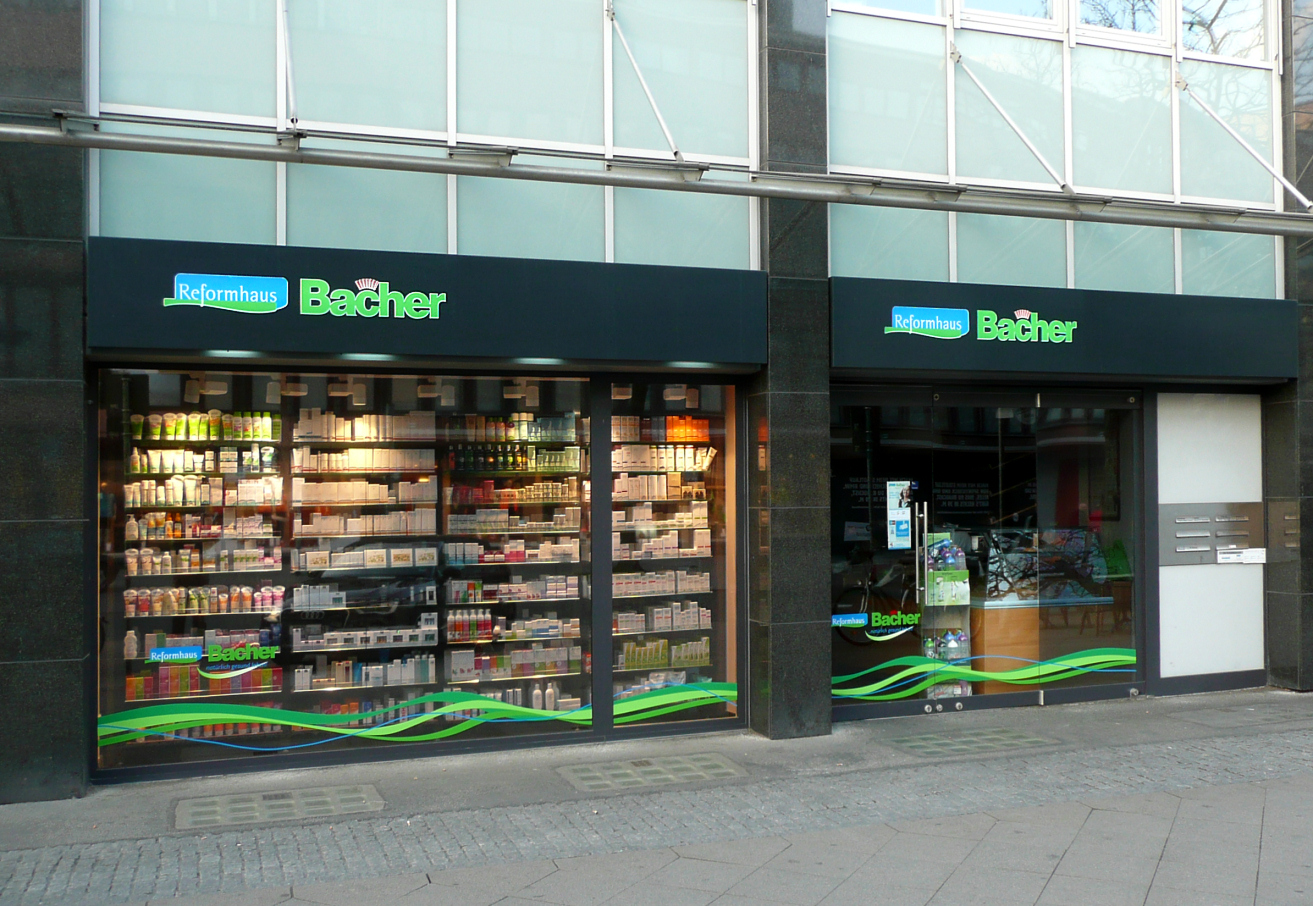
Filiale des Reformhauses Bacher in Hannover

Die Reformhaus Bacher GmbH & Co. KG ist ein deutschlandweit tätiges Reformhaus-Filialunternehmen mit Sitz in Düsseldorf. Das erste Geschäft mit diesem Namen wurde 1927 in Osnabrück eröffnet. 2023 hatte das Reformhaus bundesweit 90 Filialen und beschäftigte 550 Mitarbeiter in Voll- und Teilzeit. 2019 erreichte das Unternehmen mit Produkten für eine vegetarische oder vegane Lebensweise einen Kassenumsatz von rund 54 Millionen Euro.

## Unternehmensgeschichte
1927 gründete Gottfried Bacher in Osnabrück ein Reformhaus nach den Leitlinien der Lebensreform.
1979 übergab Wilfried Kreimer, der Enkel des Firmengründers Gottfried Bacher, die damals sieben Filialen an Hans Schürmann und seine Söhne Hans Adolf und Peter Schürmann. Gemeinsam formten sie das Reformhaus Bacher zu einem modernen Fachgeschäft-Filialunternehmen.
Zwischen 1980 und 2000 übernahm das Reformhaus Bacher schrittweise weitere Filialen an neuen Standorten und hat sich somit deutschlandweit etabliert. Ein Meilenstein war die Eröffnung der Filiale im traditionsreichen Düsseldorfer Carsch-Haus bei dessen Wiedereröffnung am 27. September 1984.
2001 übernahm Reformhaus Bacher 25 niedersächsische Reformhäuser des Unternehmens Schmelz aus Hannover. Mit dieser Übernahme erreichte Bacher erstmals ein Filialnetz von bundesweit 60 Standorten.
2007 wurde ein umfassendes Restrukturierungskonzept für das Unternehmen erarbeitet, welches 2009 durch das neue Warenwirtschaftssystem ergänzt wurde. Im gleichen Zuge stieg der Unternehmensberater und Controller Dirk Stolpmann in Geschäftsführung ein, um Peter Schürmann bei der Restrukturierung zu unterstützen.
2010 eröffnete Bacher die erste Filiale mit der Eigenmarke betterlife® in Leverkusen. Weitere Eröffnungen folgten in Köln, Düsseldorf, Bremen und Hannover. 
2013 eröffnete Reformhaus Bacher die 75. Filiale. 2017 zum 90-jährigen Jubiläum gab es
90 Filialen, während es 100 im Jahr 2018 waren.
Seit 2020 teilt sich der langjährige Prokurist und Verkaufsleiter Sascha Schwedler die Unternehmensleitung mit Dirk Stolpmann als Geschäftsführer der Reformhaus Bacher GmbH & Co. KG.
2022 meldete Reformhaus Bacher Insolvenz in Eigenverwaltung an. Nach einer umfangreichen Restrukturierung hob das Amtsgericht Düsseldorf zum 1. Februar 2023 das Eigenverwaltungsverfahren auf. Durch eine umfangreiche Restrukturierung wurden rund 550 Arbeitsplätze sowie 90 Filialen gesichert.

## Sortiment

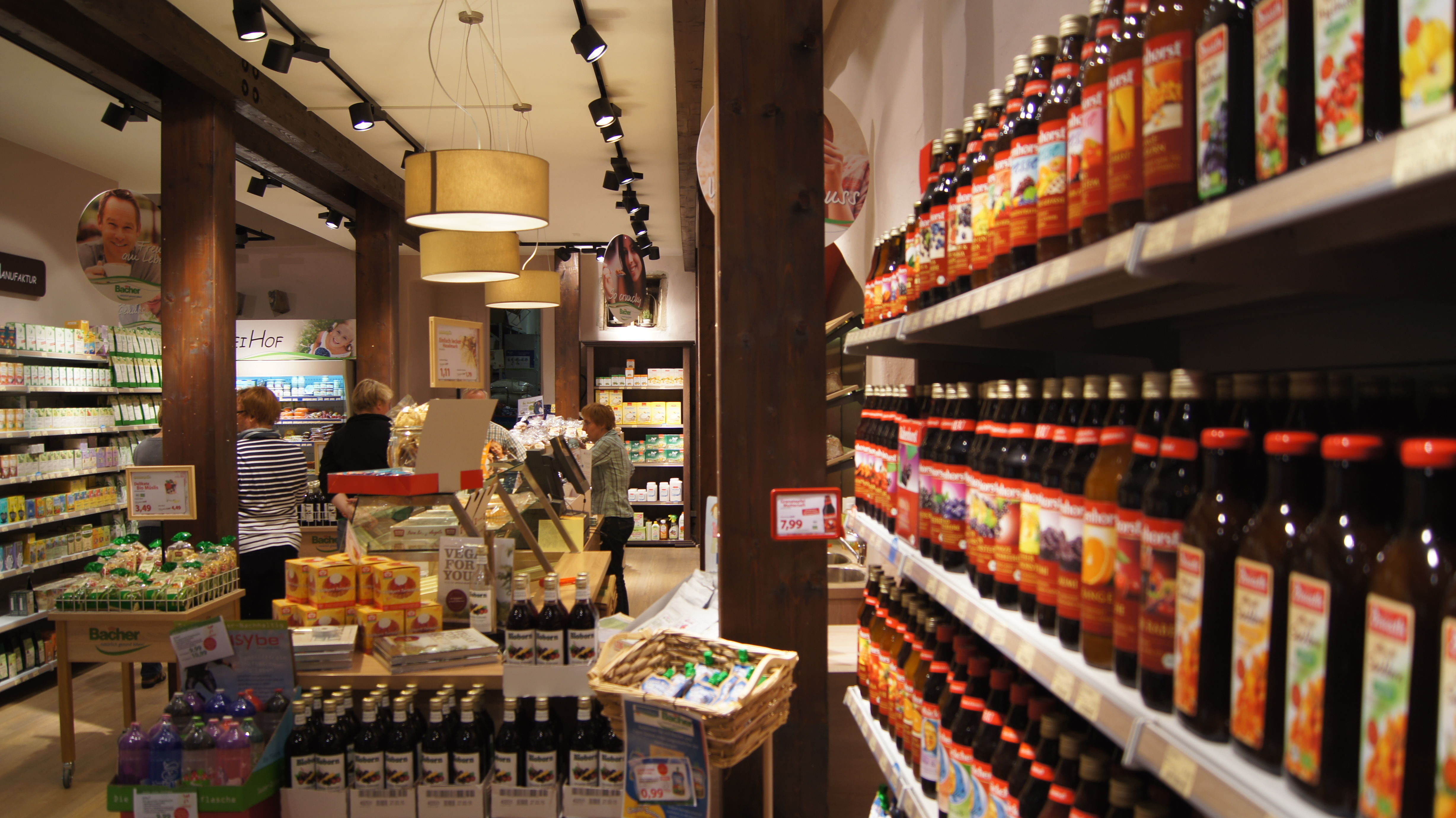
Filiale in Lemgo

Der Schwerpunkt des Reformhauses liegt auf Produkten des täglichen Konsums. Das Sortiment basiert auf den vier Säulen Naturlebensmittel, Naturarzneimittel, Nahrungsergänzung und Naturkosmetik. Es werden 6000 bis 8000 Produkte, abhängig von der jeweiligen Filialfläche, angeboten. Der Schwerpunkt des Angebots liegt auf Nahrungsmitteln im Sinne einer Vollwerternährung, u. a. durch Vollkorngetreideprodukte sowie glutenfreie, vegane und vegetarische Lebensmittel. Zum Sortiment gehören Direktsäfte, Tees, Heilkräuter und Naturheilmittel. Ebenso werden Kosmetikprodukte geführt.